# Taddeo Carlone
Taddeo Carlone (* 1543 in Rovio; † 25. März 1615 in Genua) war ein schweizerisch-italienischer Architekt und Bildhauer der Manierismus.

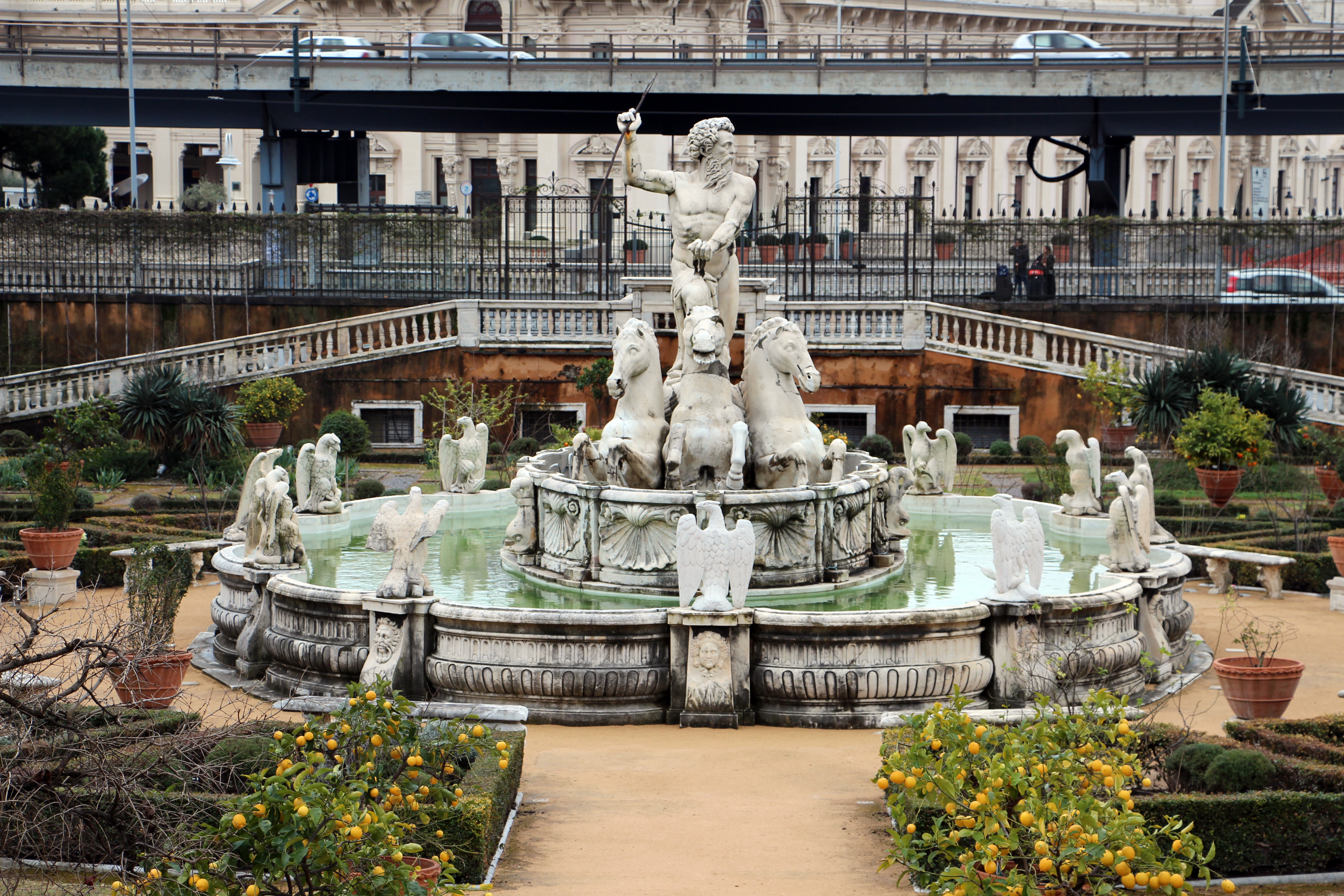
Taddeo und Giuseppe Carlone: Fontana del nettuno beim Palast Doria in Fassolo (1599).

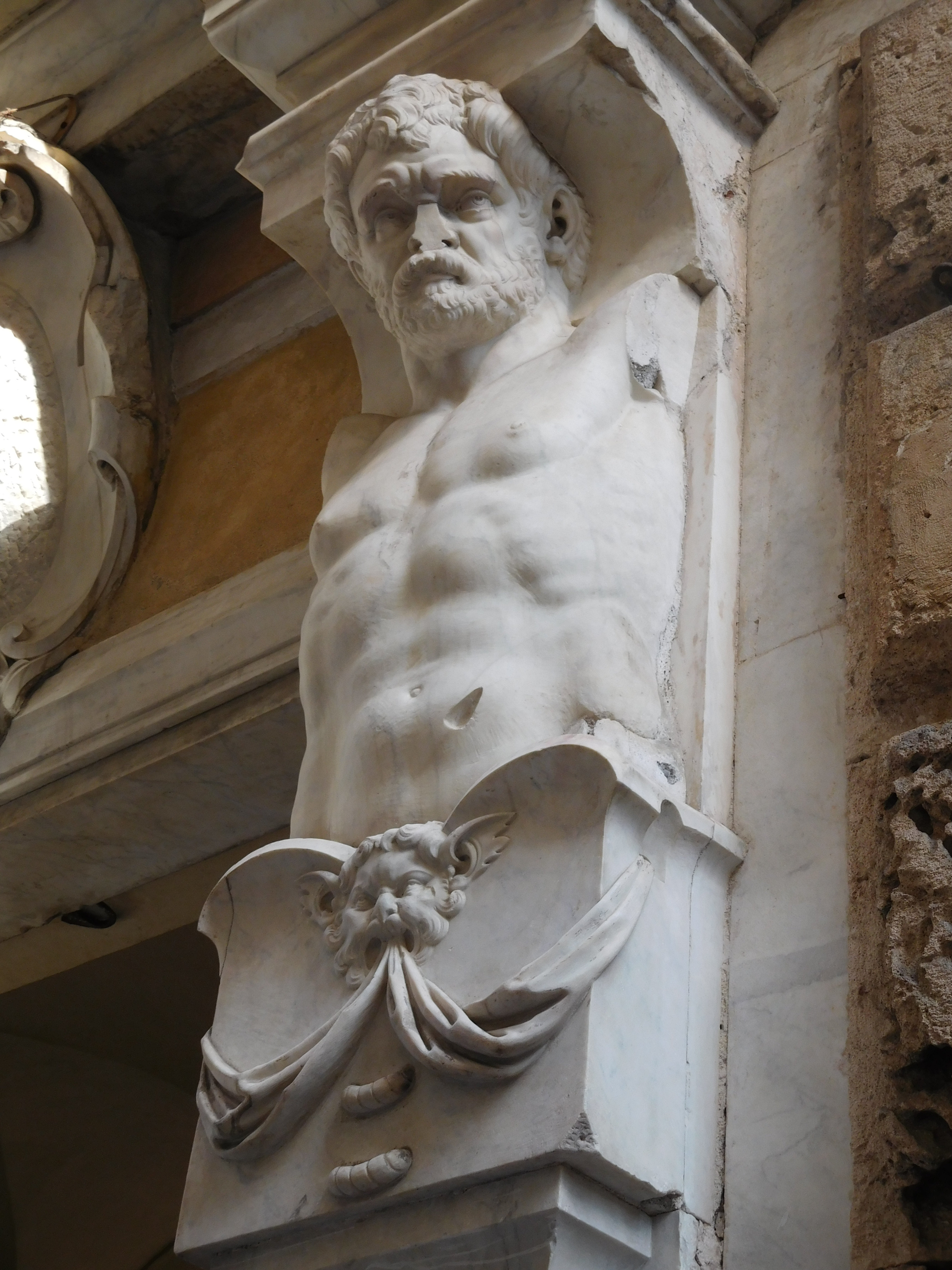
Palast von Franco Lercari, Portal

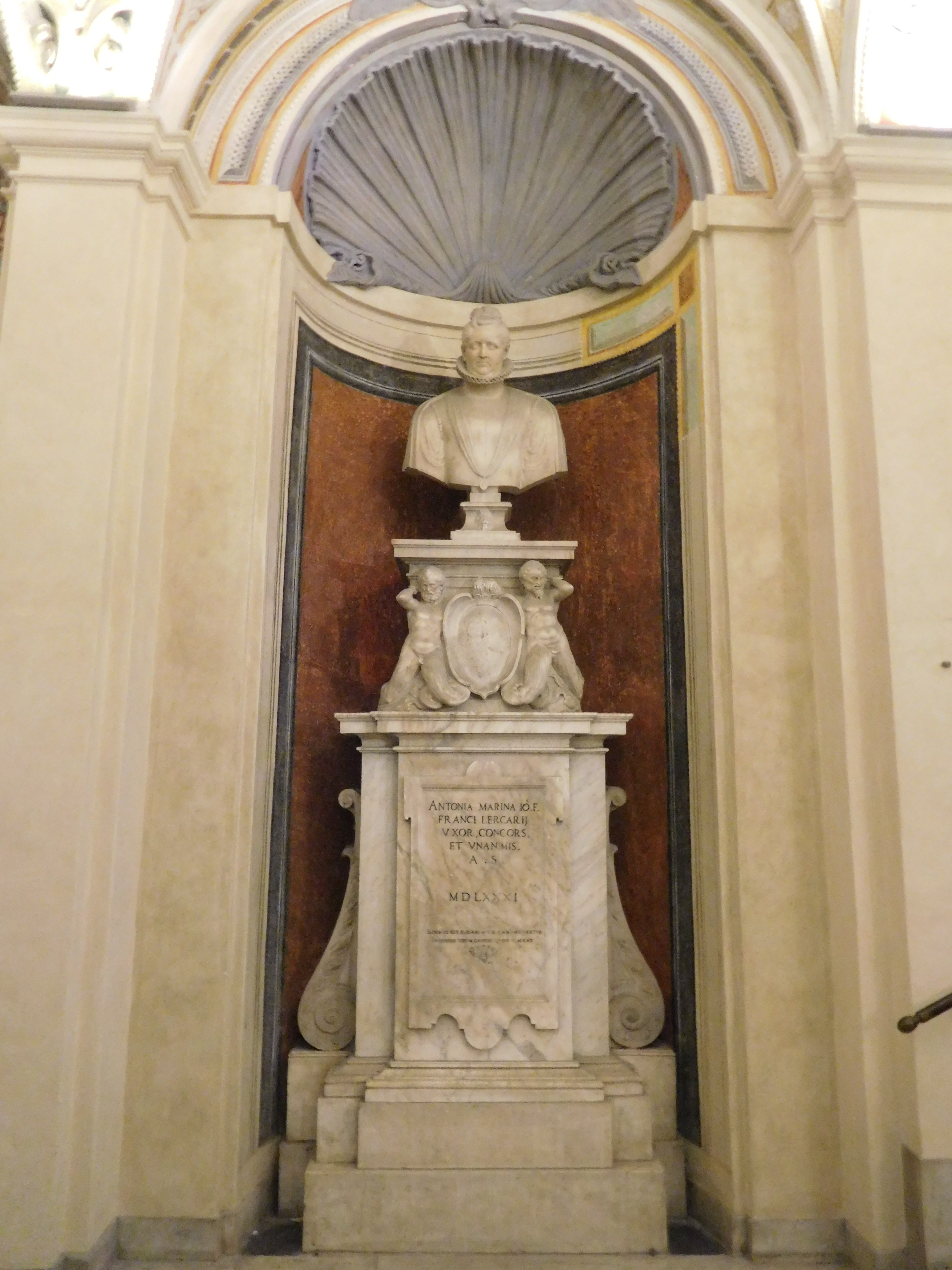
Palast von Franco Lercari, Antonia de Marini Büste 1581

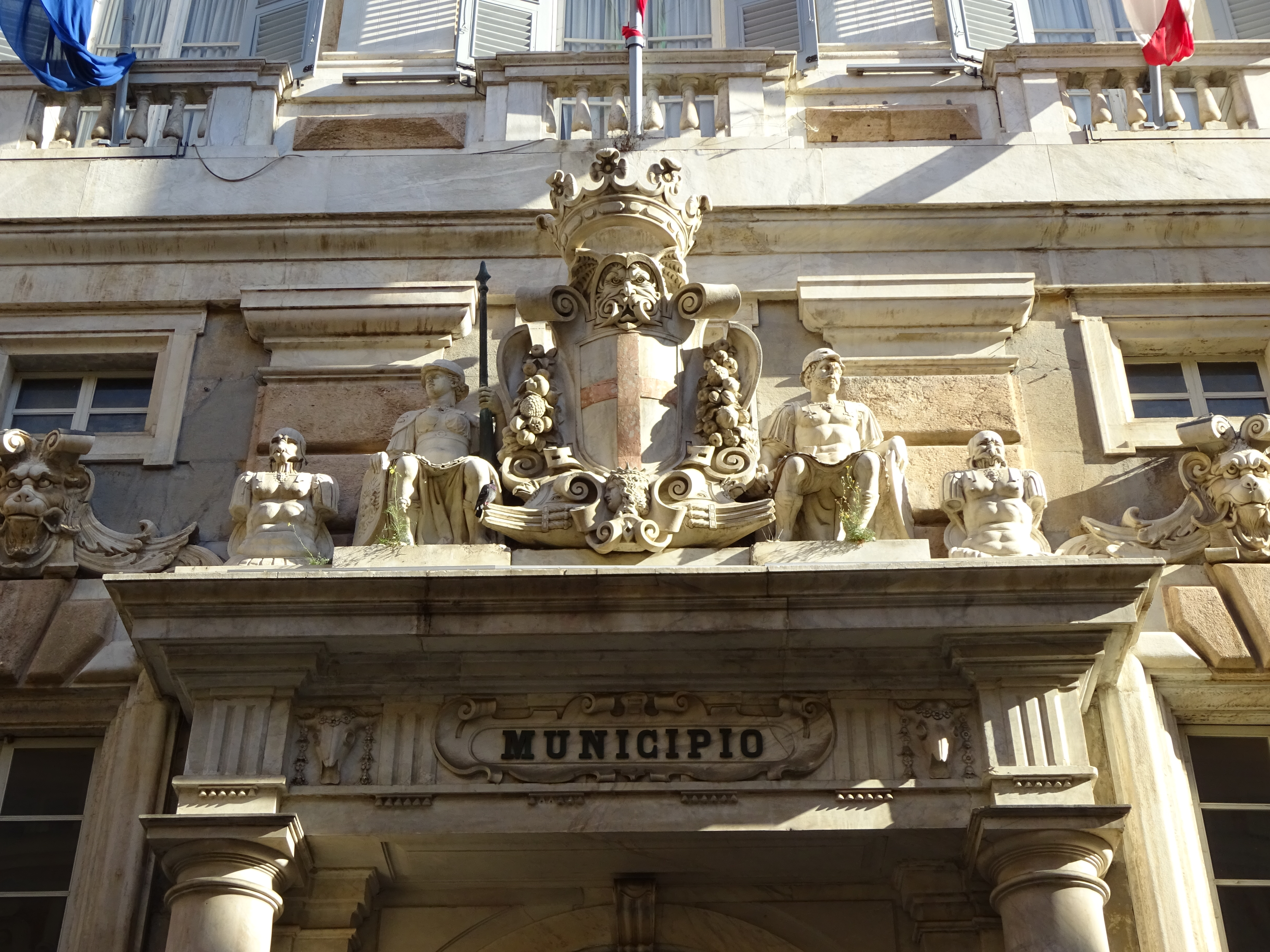
Palast Doria Tursi, Eingangsportal

## Leben
Taddeo war Sohn des Bildhauers Giovanni Carloni. Er wurde zunächst in der Werkstatt seines Vaters ausgebildet und unternahm später eine Studienreise nach Rom. Ab 1571 ließ er sich in Genua nieder, wo er mit der Familie Doria, seinem wichtigsten Förderer, in Kontakt kam. In den Jahren 1574–1576 arbeitete er an den Grabmonumenten von Ceva und Gian Battista Doria in der Kirche Santa Maria della Cella in Sampierdarena. Mit der Ausschmückung der Fassade des Palastes der Doria Tursi (1575) und der Gärten des Palastes von Giovan Andrea Doria in Fassolo, für die er dreißig Jahre benötigte, wurde er zum bevorzugten Bildhauer der genuesischen Aristokratie, für deren Stadtresidenzen er prächtige Portale und spektakuläre Brunnen schuf, darunter den auf der Piazza Soziglia (1578). In den Jahren 1578–1579 entwarf er die Kapellen der Kirche San Francesco in Castelletto. 
Er schuf auch, wahrscheinlich um 1580 und in den folgenden Jahren, Statuen von Wohltätern für den Banco San Giorgio (die Statue von Manfredo Centurione wird ihm zugeschrieben und befindet sich noch in situ) und für das Pammatone-Hospital (die Stücke sind derzeit unauffindbar), das Portal des Palazzo Campanella, ehemals Lomellino, in der Strada Nuova, das Portal mit zwei Telamonen des Palazzo von Franco Lercari (jetzt Lercari) und die beiden Marmorbüsten von Franco Lercari selbst und seiner Frau Antonia de Marini, datiert auf 1581 und noch im Vestibül im ersten Stock des Palastes. Weitere architektonische und bildhauerische Werke, die ihm in den Quellen zugeschrieben werden, sind der Wiederaufbau der Kirche San Pietro in Banchi (um 1583), vier Statuen für dieselbe Kirche, die noch heute existieren, die Senarega-Kapelle in Kathedrale San Lorenzo (in der sich einst auch die Depots der Dogen Matteo und Giovanni Senarega befanden, die heute nicht mehr auffindbar sind), die Kapelle der Nostra Signora della Pietà und die dazugehörigen Statuen für Lorenzo Invrea in der Kirche San Siro.
In den Jahren 1587 und 1595 war er in Carrara, um Marmor zu kaufen; 1598 organisierte er von Genua aus den Versand von weißem Marmor nach Palermo. Die Dekoration der Loggia dei Mercanti in Banchi geht auf das Jahr 1595 zurück, wo in den Gewölbekonservatorien noch Trophäen von Fahnenbändern zu sehen sind. Ab 1596 war er an der zweiten Phase des Baus des Palazzo Doria Tursi, ehemals Grimaldi, beteiligt. Er ist vor allem in den seitlichen Loggien (zusammen mit denen von Battista Carlone und Giovanni Battista Orsolino) und in der Balustrade des oberen Gartens zu sehen, sowie in der Öffnung der Nische in der Mitte der Palasttreppe (1596–1597) und in der Einfügung der Tribüne, die die Mönche der Kirche San Francesco dem Prinzen Doria 1602 ermöglichten, um den liturgischen Veranstaltungen beizuwohnen und die Kirche direkt vom Palast aus zu betreten.
Aus dem Jahr 1599 stammt der Neptunbrunnen, der in Zusammenarbeit mit seinem Bruder Giuseppe und seinem Sohn Battista für den Garten des Doria-Palastes in Fassolo ausgeführt wurde. Grandios, mit symbolischen Figuren und klassischen Motiven verziert, muss er eine bemerkenswerte landschaftliche Wirkung in der Gartenanlage erzielt haben, die heute leider nicht mehr ganz erhalten ist, da der Brunnen heute eine Veränderung seiner ursprünglichen Proportionen aufweist. Ein weiterer Brunnen mit Neptun, ein Wandgemälde, aber immer noch in derselben Villenanlage in Fassolo, wurde kürzlich ihm zugeschrieben. Die Statue von Giovan Andrea Doria, die für die Außentreppe des herzoglichen Palastes ausgeführt wurde, stammt aus dem Jahr 1600. In seinen letzten Lebensjahren arbeitete er hauptsächlich an architektonischen Projekten, darunter die Fassade der Kirche Nostra Signora della Misericordia in Savona (1610). Mit seiner Frau Geronima Serra hatte er vier Söhne, von denen Giovanni und Giovanni Battista Maler und Bernardo Bildhauer waren. Er hatte D. Casella, L. Ferrandina und D. Scorticone als Schüler.